# Andorra en el Festival de la Canción de Eurovisión 2005
Andorra fue representada por Marian van de Wal, con la canción La mirada interior, que fue elegido en dos etapas, organizado por Televisión de Andorra. Andorra comenzó la búsqueda de un representante con Eurocàsting 2004, que finalmente se redujo de 32 competidores en tan solo 3 competidores. Marian van de Wal, Mar Capdevila, y Ruiz Ishtar cada uno interpretó dos canciones en la final. Después de un empate entre Marian van de Wal, y Capdevila Mar, el miembro más joven del jurado seleccionó a Marian van de Wal para representar a Andorra en el Festival de la Canción de Eurovisión 2005. Una combinación de SMS de votación y un jurado profesional seleccionó como la canción final: La mirada interior. 
Marian van de Wal es originaria de los Países Bajos, pero en los últimos seis años, ha vivido en Aldosa en el Principado de Andorra, donde dirige un pequeño hotel (Residencia L'Aldosa). Habla holandés, catalán, inglés, español y alemán.
En Eurovisión, Marian y su equipo (que incluyó Anabel Conde, que ocupó el segundo lugar de España en el Festival de Eurovisión 1995) usaron los vestidos verdes. Todo el mundo tenía coreografía simple, excepto los bailarines que se movían por el escenario de una manera más compleja. 
El portavoz que reveló los votos de Andorra hacía otros países fue Ruth Gumbau, un presentador y periodista de la ATV.

## Final Nacional
| Posición | Canción              | Puntos |
| -------- | -------------------- | ------ |
| 3        | "No demanis"         | 0      |
| 2        | "Dona’m la pau"      | 2      |
| 1        | "La mirada interior" | 7      |